# Escudo de Terranova y Labrador
El Escudo de armas de la Provincia de Terranova y Labrador, Canadá fue originalmente concedido por el rey Carlos I de Inglaterra el 1 de enero de 1637 a David Kirke, gobernador de Terranova de 1638 a 1651. En 1928 fue redescubierto y adoptado oficialmente como escudo de armas del Dominio de Terranova. Las armas consisten en un campo rojo con una cruz blanca; en el primer y cuarto cuarteles, dos leones dorados; y en el segundo y tercer cuarteles, dos unicornios de plata. El escudo está sujeto por dos indígenas de la etnia Beothuk, portando un arco y flechas. Las armas están timbradas por una cimera con forma de alce. Sobre la base del escudo aparece la leyenda “Quaerite prime Regnum Dei” (Buscad primero el reino de Dios).

## Evolución histórica del escudo

Insignia de Terranova (1870–1904)
Insignia de Terranova (1904–1987)

- Datos: Q581070
- Multimedia: Coats of arms of Newfoundland and Labrador / Q581070